# برج طغرل

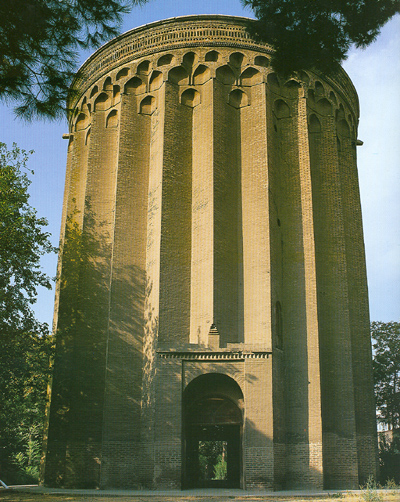
برج طغرل.

برج طغرل هو برج يقع في مدينة الري. يعود تاريخ بنائه إلى القرن الخامس الهجري الموافق القرن الثاني عشر الميلادي. بناه السلجوقي طغرل بك وطوله 20 مترا.

## البناء والتصميم
يبلغ ارتفاع البرج 22 مترًا بقطر خارجي يبلغ 16 مترًا، أقيم على قطعة أرضٍ تحيط بها حديقة تبلغ مساحتها 3 آلاف مترٍ مربع، وجدران البرج الداخلية تحتوي 193 تجويفًا، تسمح بانعكاس الصوت، وسماع أي همسة بوضوح في أي نقطة داخل البرج، فضلًا عن احتوائه على نظام تهوية متميز، بفضل ثلاث فتحات تهوية موجودة بالبوابة الشمالية للبرج. كما شيدوا السلاجقة برج طغرل، ليستخدم كساعة يعرف من خلالها الوقت، بفضل الركائز الثلاثية المحيطة به.
يوجد نقش أعلى مدخل الضريح يشير إلى أن البرج جرى ترميمه في عهد الشاه ناصر الدين القاجاري (1848-1896).
الزوار الذين يدخلون إلى البرج، يستطيعون ملاحظة وجود صورة ظلية لأسدٍ، مجرد نظرهم إلى الأعلى من جهة المدخل الشمالي. كما يمكن للزوار رؤية خطوط أشعة الشمس من سقف البرج المكشوف، لحظة ملامستها للجدار الداخلي المزين بقطع الخزف الأزرق السماوي، في صورة تختلط فيها الظلمة مع النور وأشعة الشمس مع اللون الأزرق.

## معرض صور

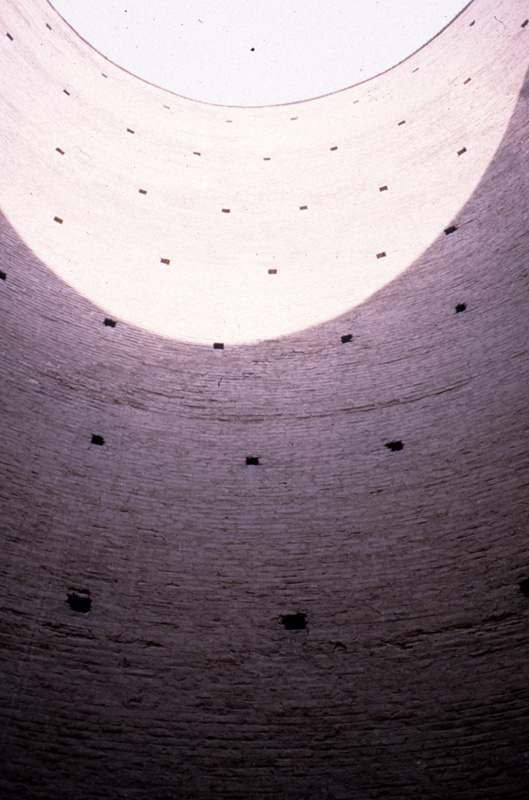
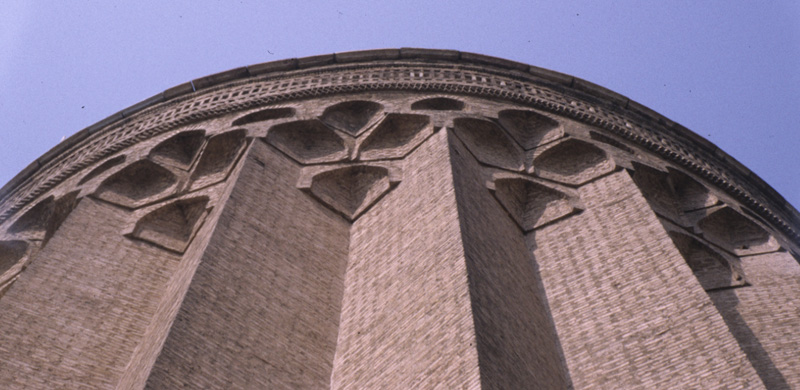
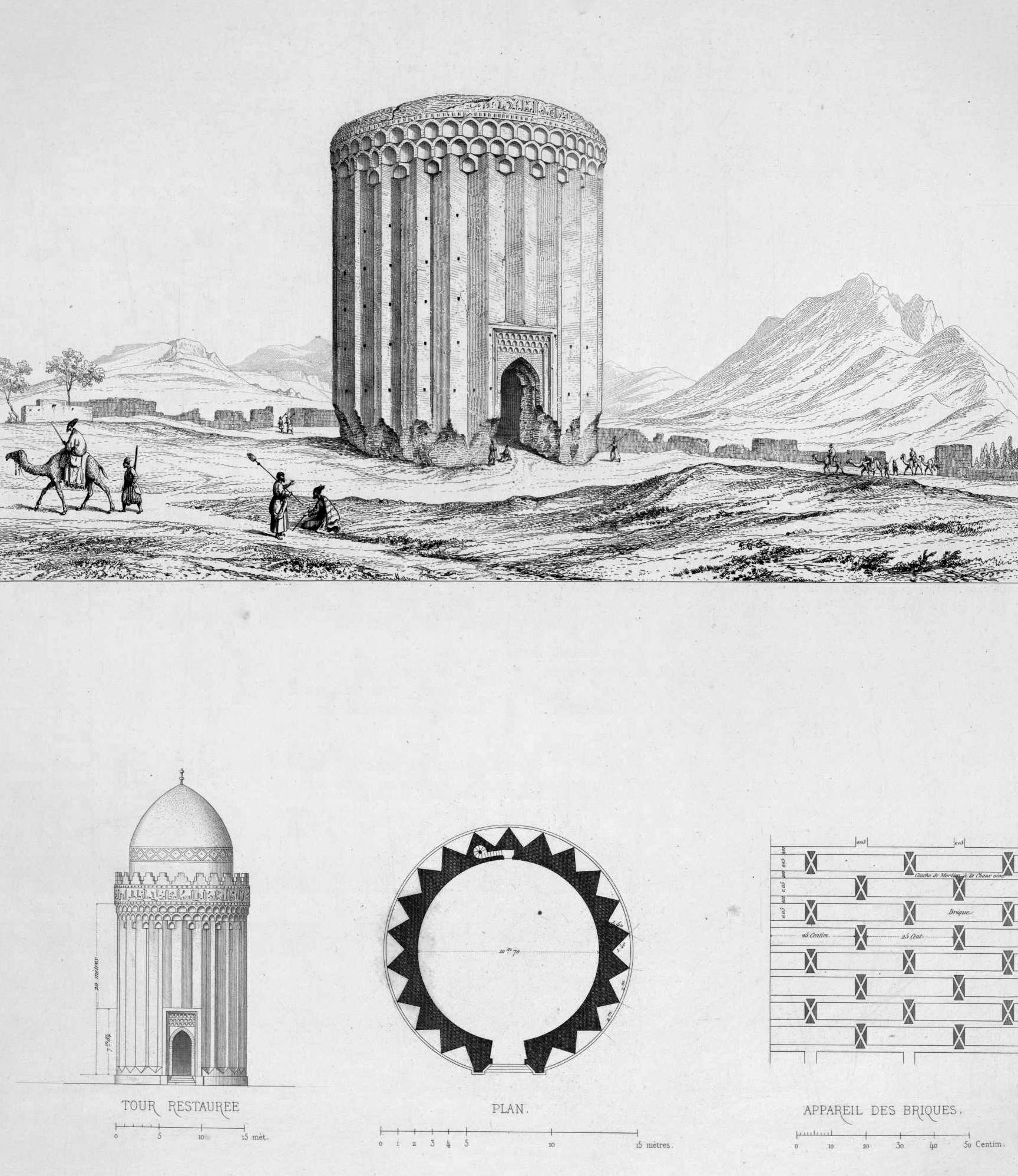
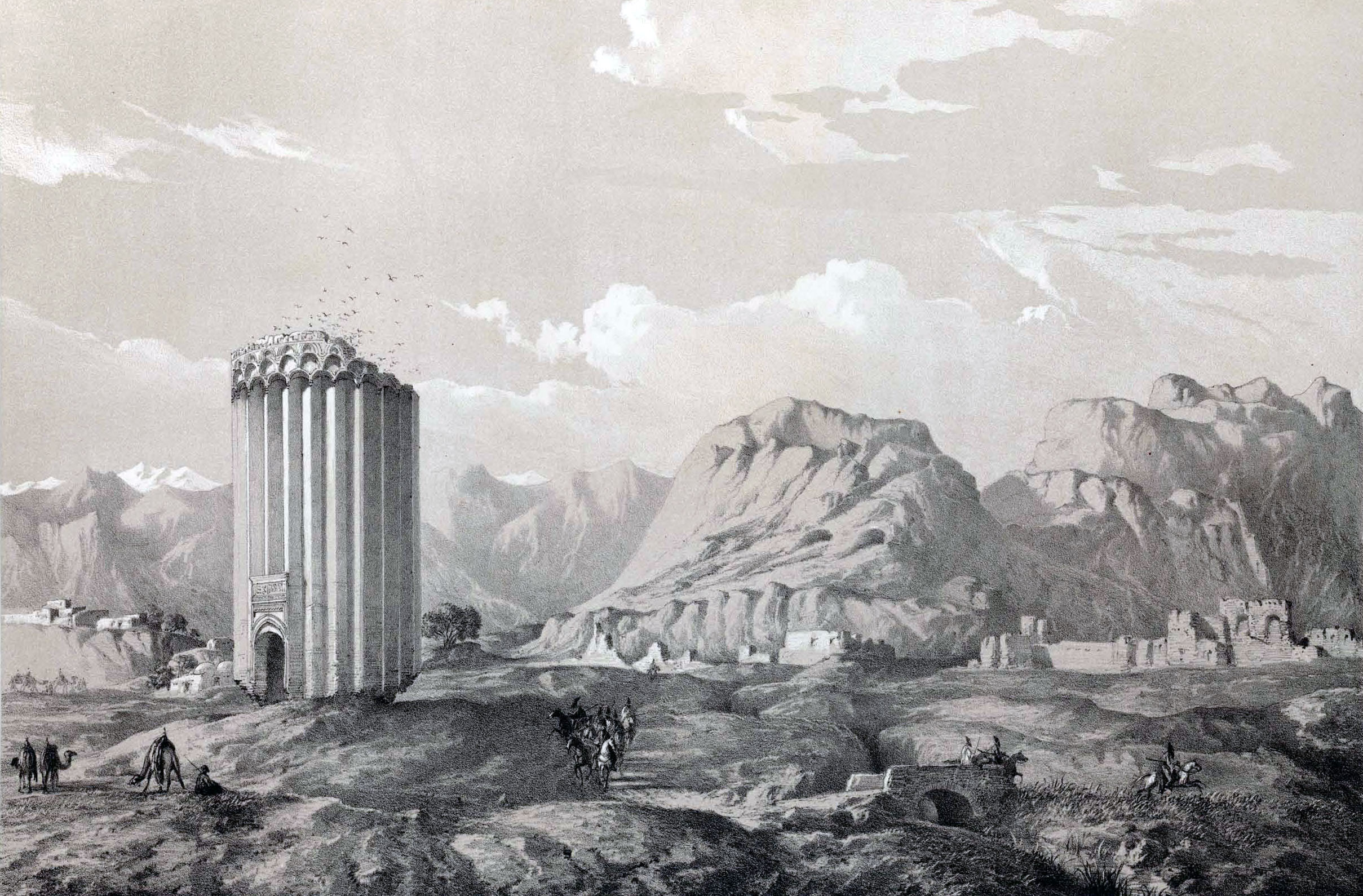
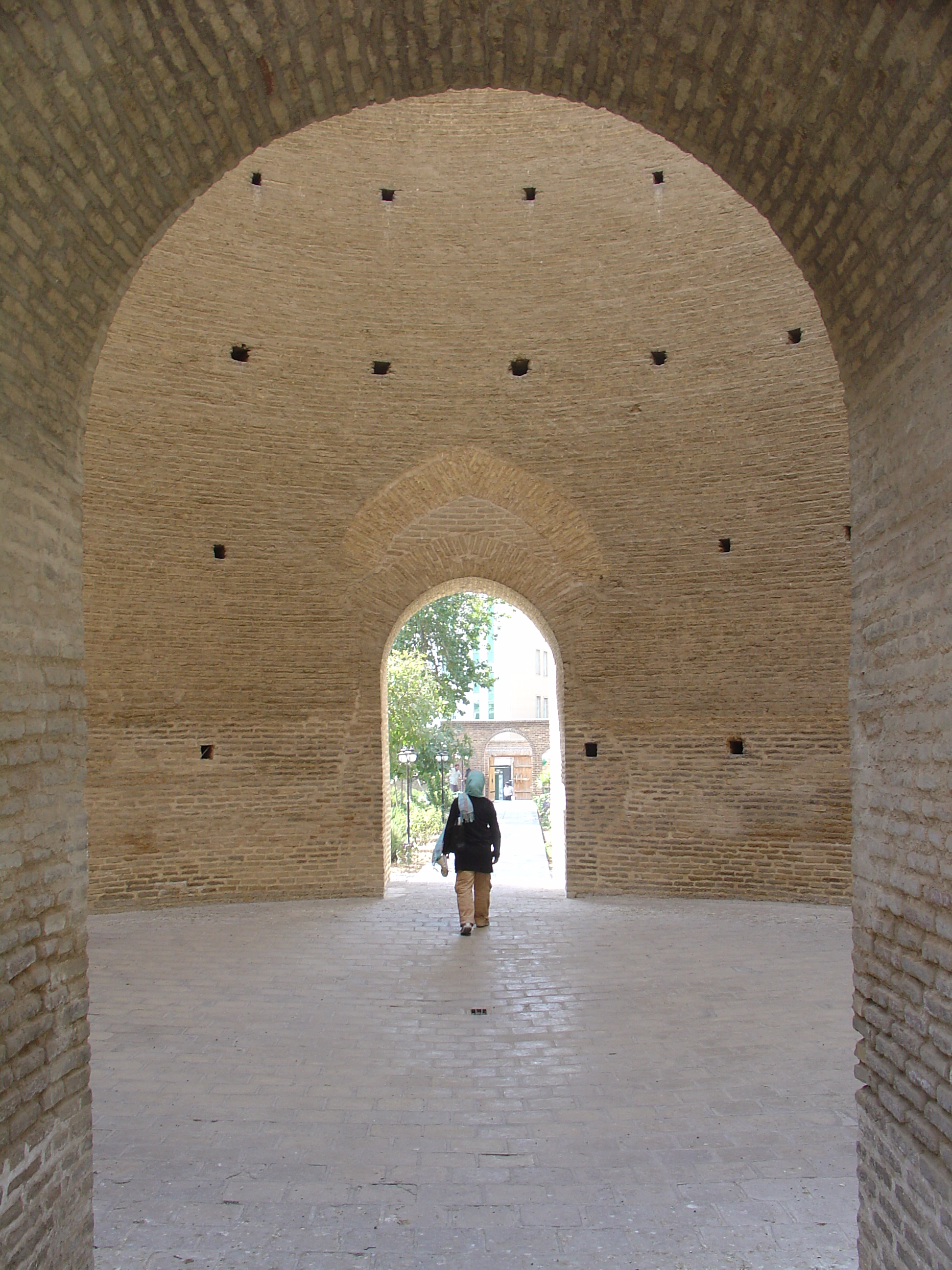
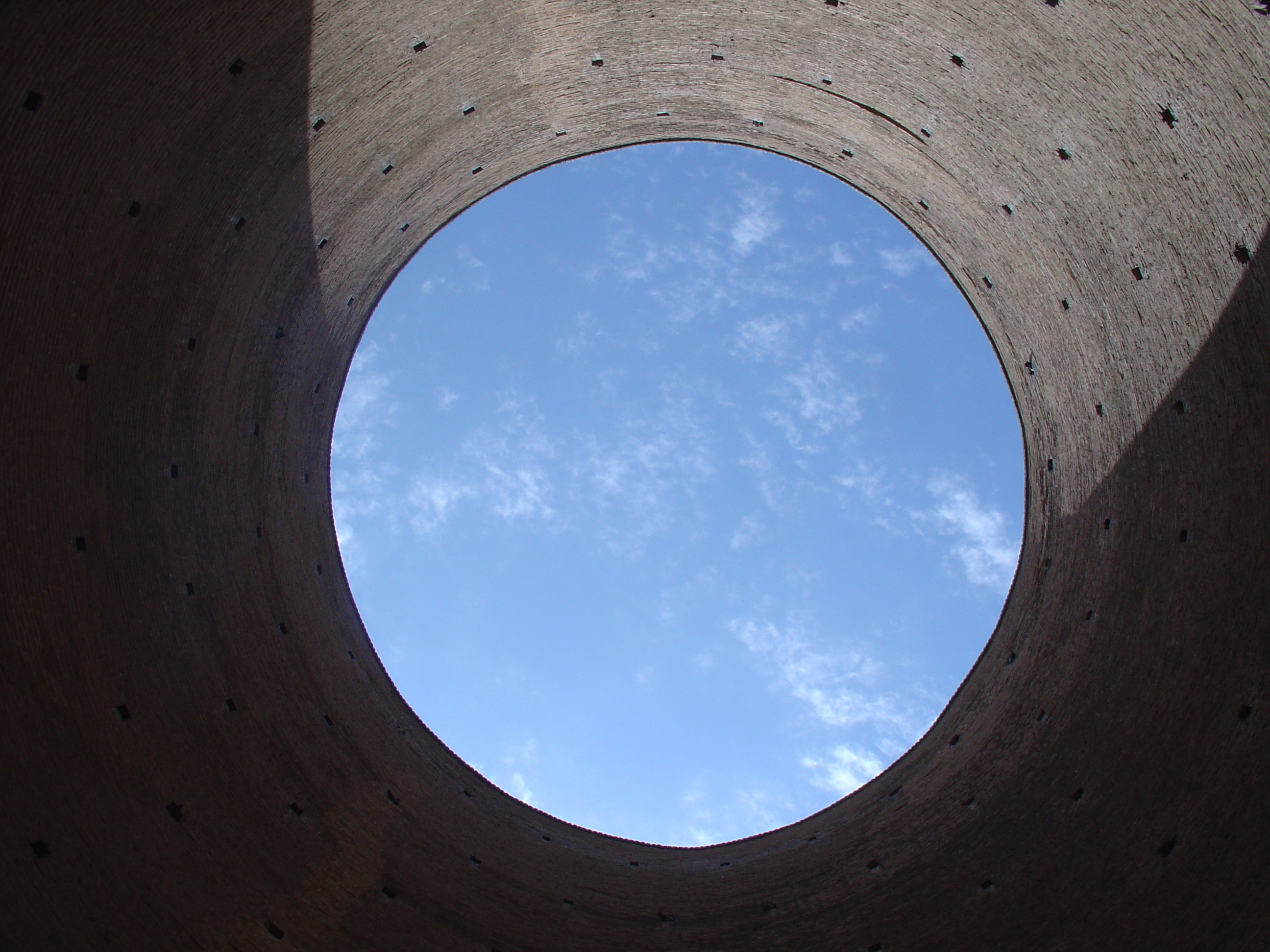